# Lemat Nakayamy
Lemat Nakayamy – lemat w algebrze przemiennej. Nazwa twierdzenia pochodzi od nazwiska japońskiego matematyka Tadashiego Nakayamy.

## Sformułowanie
Każdy z podanych niżej lematów funkcjonuje w literaturze jako lemat Nakayamy.
Niech {\displaystyle A} będzie pierścieniem przemiennym z 1 i niech {\displaystyle I} będzie jego ideałem.
Lemat 1. Jeśli {\displaystyle M} jest skończonym {\displaystyle A}-modułem spełniającym równość {\displaystyle M=IM,} to istnieje element {\displaystyle a} pierścienia {\displaystyle A,} taki że {\displaystyle aM=0,} oraz {\displaystyle a\equiv 1{\text{ mod }}I.} Jeśli dodatkowo wiadomo, że ideał {\displaystyle I} jest zawarty w radykale Jacobsona {\displaystyle A,} to {\displaystyle M=0.}
Lemat 2. Załóżmy, że {\displaystyle I} jest zawarty w radykale Jacobsona {\displaystyle A.} Niech {\displaystyle M} będzie {\displaystyle A}-modułem i niech {\displaystyle N} będzie jego podmodułem, takim że {\displaystyle M/N} jest skończony nad {\displaystyle A} (tzn. {\displaystyle M/N} jest skończenie generowanym {\displaystyle A}-modułem). Wówczas jeśli {\displaystyle M=N+IM,} to {\displaystyle M=N.}
Dowód: Oznaczmy {\displaystyle {\overline {M}}=M/N.} Mamy {\displaystyle I{\overline {M}}=(IM+N)/N=M/N={\overline {M}}.}
Zatem z lematu 1, {\displaystyle {\overline {M}}=0} co oznacza, że {\displaystyle M=N.}
Lemat 3. Zakładamy, że ideał {\displaystyle I} jest zawarty w radykale Jacobsona {\displaystyle A} oraz że {\displaystyle M} jest skończenie generowanym {\displaystyle A} modułem. Jeśli obrazy elementów {\displaystyle m_{1},\dots ,m_{n}\in M} w {\displaystyle M/IM} generują {\displaystyle M/IM} jako {\displaystyle A}-moduł, to elementy te generują {\displaystyle M} jako {\displaystyle A}-moduł.
Dowód: Mamy {\displaystyle M=IM+\sum _{j}Rm_{j}.} Stąd i z lematu 2 dostajemy tezę.